# Patinação artística nos Jogos Olímpicos de Inverno de 1994 - Duplas
A competição de duplas da patinação artística nos Jogos Olímpicos de Inverno de 1994 foi disputado entre 18 duplas de patinadores.

## Medalhistas
| Ouro   | RUS Ekaterina Gordeeva / Sergei Grinkov  |
| Prata  | RUS Natalia Mishkutenok / Artur Dmitriev |
| Bronze | CAN Isabelle Brasseur / Lloyd Eisler     |

## Resultados
| #                 | Nome                                 | País                | PC | PL | TFP  |
| ----------------- | ------------------------------------ | ------------------- | -- | -- | ---- |
| Medalha de ouro   | Ekaterina Gordeeva / Sergei Grinkov  | RUS Rússia          | 1  | 1  | 1.5  |
| Medalha de prata  | Natalia Mishkutenok / Artur Dmitriev | RUS Rússia          | 2  | 2  | 3.0  |
| Medalha de bronze | Isabelle Brasseur / Lloyd Eisler     | CAN Canadá          | 3  | 3  | 4.5  |
| 4                 | Evgenia Shishkova / Vadim Naumov     | RUS Rússia          | 4  | 4  | 6.0  |
| 5                 | Jenni Meno / Todd Sand               | USA Estados Unidos  | 6  | 5  | 8.0  |
| 6                 | Radka Kavarikova / Rene Novotny      | CZE República Checa | 5  | 6  | 8.5  |
| 7                 | Peggy Schwartz / Alexander König     | GER Alemanha        | 7  | 8  | 11.5 |
| 8                 | Elena Berezhnaya / Oleg Shliakhov    | LAT Letônia         | 9  | 9  | 13.5 |
| 9                 | Kyoko Ina / Jason Dungjen            | USA Estados Unidos  | 15 | 7  | 14.5 |
| 10                | Kristy Sargeant / Kris Wirtz         | CAN Canadá          | 11 | 10 | 15.5 |
| 11                | Danielle Carr / Stephen Carr         | AUS Austrália       | 10 | 11 | 16.5 |
| 12                | Jamie Sale / Jason Turner            | CAN Canadá          | 14 | 12 | 19.0 |
| 13                | Anuschka Gläser / Axel Rauschenbach  | GER Alemanha        | 12 | 13 | 19.0 |
| 14                | Karen Courtland / Todd Reynolds      | USA Estados Unidos  | 13 | 14 | 20.5 |
| 15                | Jacqueline Soames / John Jenkins     | GBR Grã-Bretanha    | 16 | 15 | 23.0 |
| 16                | Elena Belousovskaya / Igor Malyar    | UKR Ucrânia         | 18 | 17 | 24.5 |
| 17                | Elena Grigoryeva / Sergei Cheyko     | BLR Bielorrússia    | 18 | 17 | 26.0 |
| WD                | Mandy Wötzel / Ingo Steuer           | GER Alemanha        | 8  |    |      |

Legenda
| Recorde mundial      | Recorde mundial (World record)               |                       | Recorde africano                      | Recorde africano (African) |                                           | Q | Classificado por posição (Qualified) |
| Recorde olímpico     | Recorde olímpico (Olympic record)            | Recorde da América    | Recorde da América (Americas)         | q                          | Classificado por melhor tempo (Qualified) |   |                                      |
| Melhor marca do ano  | Melhor marca do ano (World leading)          | Recorde asiático      | Recorde asiático (Asian)              | DNS                        | Não largou (Did not start)                |   |                                      |
| Recorde nacional     | Recorde nacional (National record)           | Recorde europeu       | Recorde europeu (European)            | DNF                        | Não terminou (Did not finish)             |   |                                      |
| Recorde pessoal      | Recorde pessoal do atleta (Personal best)    | Recorde da Oceania    | Recorde da Oceania (Oceania)          | DSQ / DQ                   | Desclassificado (Disqualified)            |   |                                      |
| Recorde da temporada | Recorde da temporada do atleta (Season best) | Recorde sul-americano | Recorde sul-americano (South America) | NM                         | Sem marca (No mark)                       |   |                                      |